# Шахтине
Ша́хтине (до 1945 року — Ак-Кобє́к, крим. Aq Köbek, також — Вайсер Гунд, нім. Weißer Hund) — село Феодосійського району Автономної Республіки Крим. Розташоване у центрі району.
Відстань від райцентру до населеного пункта становить 37 кілометрів по прямій.